# The Han Solo Trilogy
Star Wars: The Han Solo Trilogy (Star Wars: a Trilogia Han Solo) é uma trilogia de romances de ficção científica não canônicos (“Lendas”) ambientados na galáxia de Star Wars . Segue as origens e a vida de Han Solo antes dos eventos descritos na trilogia original de Star Wars (1977-1983). A trilogia foi escrita por Ann C. Crispin (assinando como AC Crispin), que também escreveu outras obras do universo Star Trek e Star Wars. Cada livro foi lançado em junho de 1997, outubro de 1997 e março de 1998, respectivamente. A autora afirmou que "a pedido da Lucasfilm, não cobri o tempo de Han na Academia Imperial, ou seu primeiro encontro com Chewbacca "; esses eventos foram eventualmente retratados no filme Solo: A Star Wars Story de 2018.
A trilogia começa 10 anos antes da aparição original de Han Solo em Star Wars (1977), e segue as aventuras do um jovem Han desde sua infância como criança que sobrevivia roubando até seus dias como piloto de corrida competitivo. A história termina no exato momento quando ele se aproxima da mesa na cantina de Mos Eisley, conforme retratado em Uma Nova Esperança. A escritora "derivou o enredo básico de uma linha" de Han do filme original.
A trilogia traz outras duas histórias que também são trilogias, As Aventuras de Lando Calrissian e As Aventuras de Han Solo, em um contexto cronológico com a linha do tempo do Universo Expandido de Star Wars. Anteriormente, os períodos de tempo dessas duas trilogias eram um tanto ambíguos, sendo conhecidos apenas por terem ocorrido algum tempo antes dos eventos de Uma Nova Esperança. Isso é feito permitindo que Solo e Calrissian estejam ausentes da história principal durante determinados períodos da narrativa sem causar informações desencontradas.
Com o lançamento dos três filmes prequel de Star Wars começando em 1999 e uma grande quantidade de material relacionado ao Universo Expandido, algumas das informações declaradas sobre personagens secundários da trilogia original tornaram-se imprecisas e, como tal, necessitaram de uma explicação reformulada . Por exemplo, a história de Boba Fett foi explicada como uma "cortina de fumaça" plantada pelo próprio Fett para esconder o envolvimento de seu pai, Jango Fett, nas Guerras Clônicas .

## Livros

### A Armadilha do Paraíso
Han Solo era um menino que vivia em situação de rua. Ele havia passado a maior parte de sua vida cometendo golpes contra cidadãos ricos do sistema Corellia, enquanto trabalhava para o líder de uma pequena gangue e capitão Garris Shrike. A altura que a história começa, Han é um habilidoso piloto de dezenove anos. Ele decide fugir para realizar seu sonho de se tornar um piloto da Marinha Imperial, mas primeiro precisa de dinheiro suficiente para comprar credenciais limpas que resistirão ao escrutínio Imperial. Han Solo consegue transporte para o planeta exótico de Ylesia, local de uma colônia religiosa fanática que importa especiarias cruas das minas de especiarias de Kessel e depois as refina para um sindicato criminoso Hutt . Usando uma identidade falsa, Han consegue um emprego como piloto e, pela primeira vez, contrabandista, colocando as habilidades que aprendeu cometendo uma ampla gama de crimes no sistema Corelliano para Shrike.
Ele descobre que os peregrinos religiosos são, na verdade, escravos manipulados por seus senhores para acreditar que um chamado de acasalamento de sua espécie é um presente espiritual que traz prazer extremo. Han grava em segredo uma conversa com o Sumo Sacerdote e a reproduz para ajudar uma das escravas, a Corelliana Bria Tharen, por quem ele se sente atraído, a despertar de sua prisão mental. Antes de deixarem o planeta, Han rouba vários artefatos valiosos da coleção do Sumo Sacerdote com a intenção de vendê-los. Han e Bria persuadem Muuurgh, o guarda-costas felino de Han que recentemente perdeu um companheiro e está buscando em outra colônia, a se juntar a eles.
O trio destrói uma refinaria de especiarias para criar uma distração e resgatar o companheiro de Muuurgh. Eles conseguem fugir para outro planeta, onde os dois felinos se casam. Han e Bria viajam para Corellia, onde a família dela reside. Han percebe que está se apaixonando por Bria, mas entende que, por causa de seu passado sombrio, nunca será aceito pelos pais aristocráticos dela. Tendo vendido os bens roubados, Han faz planos para ingressar na Academia Imperial em Coruscant . Mas ele não consegue ter acesso ao dinheiro e precisa fugir dos stormtroopers . Bria o abandona, pensando que o relacionamento deles atrapalhará seu futuro na Academia, mas o ajuda com um empréstimo de seu pai. Han, embora com o coração partido, é aceito pela Academia e se torna o piloto que sempre sonhou ser. Depois de se formar, seu passado o alcança quando Garris Shrike arma uma emboscada para capturá-lo e reivindicar uma recompensa. Durante o confronto, Shrike é morto por outro caçador de recompensas que deseja o prêmio por Han. Na luta subsequente, Han é obrigado a matar o caçador em autodefesa. O rosto do caçador de recompensas morto fica irreconhecível, então Han troca de roupa com ele na esperança de enganar futuros caçadores de recompensas. Ele então parte para Carida, um planeta conhecido por seu treinamento militar imperial.

### A Artimanha Hutt
A história inicia alguns anos depois do primeiro livro, e nos mostra que Han foi levado à corte marcial e expulso da Marinha Imperial por salvar Chewbacca, então um escravo Wookiee, de abusos nas mãos de um oficial superior. Ele relutantemente faz parceria com Chewbacca para se tornar um contrabandista que transporta especiarias para o senhor do crime Jabba the Hutt . Um dos conflitos centrais da história é a Batalha de Nar Shaddaa, que é travada entre o Império Galáctico e uma aliança de contrabandistas e mercenários .
Na esteira de uma revolta em Rampa II por um dos grupos que formariam a Aliança Rebelde, o Imperador Palpatine instrui os Moffs de cada setor a impedir o contrabando de armas contrabandeadas que abastecem os rebeldes. Em resposta, Moff Sarn Shild, anteriormente ineficaz no governo do Espaço Hutt, declara sua intenção de restaurar a lei e a ordem na região. Essa declaração causa consternação entre os Hutts, e o líder do clã, Jabba the Hutt, planeja subornar Shild para garantir a proteção do mundo natal dos Hutts, Nal Hutta. Para isso, os Hutts contratam Han, agora um contrabandista e ex-oficial Imperial, para viajar até o Centro Imperial (Coruscant) e entregar presentes a Shild.
No entanto, Shild informa a Han que pretende lançar uma campanha de bombardeio orbital contra a lua de Nal Hutta, Nar Shaddaa, lar de milhões de contrabandistas e suas famílias. Shild também pretende bloquear Nal Hutta até que os Hutts concordem com a ocupação militar e a presença de inspetores alfandegários . Ele não se deixará subornar como antes, pois teme mais a Palpatine do que aos Hutts se não reprimir a situação. Shild então ordena ao almirante Greelanx, líder de sua frota setorial, que mobilize suas forças e avance em direção a Nar Shaddaa. No entanto, no dia seguinte, Greelanx recebe uma mensagem anônima da Exocomm, orientando-o a deliberadamente perder a batalha.
Enquanto a frota setorial de Shild se posiciona perto de Teth, Han retorna ao Espaço Hutt. Os Hutts então o instruem a tentar subornar os Imperiais novamente, desta vez tendo Greelanx como alvo. Ele se infiltra no navio-almirante de Greelanx, o Imperial Destiny, em Teth, oferecendo-lhe um anel de platina com uma pedra brilhante Bothan. Em troca do anel e uma série de pedras preciosas valiosas, Greelanx vende seu plano de batalha para os Hutts.
Enquanto isso, Han e seu colega ex-imperial Mako Spince organizam os habitantes de Nar Shaddaa em uma unidade de combate independente. Suas fileiras são fortalecidas quando uma pequena frota pirata, contratada pelos Hutts para protegê-los e liderada pelo Capitão Renthal, concorda em se unir aos contrabandistas na luta. Enquanto os contrabandistas começam a reparar e aprimorar seus navios em preparação para a defesa de Nar Shaddaa, Spince e Han elaboram um plano de batalha.
A batalha ocorre enquanto os contrabandistas se preparam para um exercício de formação. Eles emergem vitoriosos, apesar de perderem mais de um quarto de sua frota. Após ser convocado pelo Imperador devido ao seu fracasso, Shild comete suicídio. Greelanx, por sua vez, é executado sumariamente por Darth Vader por traição logo após Han voltar ao seu navio com o restante de seu pagamento. Han ouve a execução ocorrendo na sala ao lado.

### Amanhecer Rebelde
Han vence a Millennium Falcon de Lando Calrissian em um intenso torneio sabacc no Bespin . Ele começa a transformar o cargueiro em um navio de contrabando altamente especializado e também faz uma breve parada com Chewbacca no planeta natal dos Wookiees, Kashyyyk, onde Chewbacca se casa. Solo e Chewbacca então embarcam em uma série de aventuras que se passam em interlúdios neste romance, mas são descritas mais detalhadamente na trilogia de 1979 de Brian Daley, The Han Solo Adventures .
Após retornar a Nar Shaddaa, Han se reencontra com sua antiga paixão, Bria Tharen, que agora é uma líder rebelde, frequentemente liderando ataques para libertar escravos das mãos de traficantes. Embora ainda tenha sentimentos por ela, Han reluta em participar de um ataque total às colônias escravistas em Ylesia. Depois que Bria oferece uma compensação adequada, Han aceita a missão, contando com a ajuda de Lando e Chewbacca; durante isso, ele também reacende seu relacionamento com Bria. Após a batalha, os soldados de Bria apontam seus blasters para Lando e os outros amigos de Han, confiscando seus objetos de valor em nome da Aliança Rebelde. Furioso, Han ameaça Bria de morte caso a veja novamente. Desiludido e considerado traidor em Nar Shaddaa, Lando se recusa a acreditar que Han não estava envolvido na trama, e acaba socando seu ex-amigo no queixo.
Desesperados por dinheiro, Han e Chewbacca embarcam em uma viagem de contrabando de especiarias para Jabba the Hutt, que herdou o império criminoso de sua tia, através do Kessel Run. No entanto, são interceptados por uma patrulha imperial durante a corrida e são forçados a abandonar sua carga no espaço profundo enquanto a Falcon é revistada e escoltada para um planeta próximo. Ao retornarem para recuperar a carga, descobrem que ela desapareceu. Han tenta explicar o ocorrido, mas Jabba, envolto em uma névoa induzida por drogas, vira as costas para ele e exige compensação pela especiaria perdida.
Enquanto isso, Bria lidera um ataque rebelde a Toprawa no qual espiões rebeldes transmitem os planos da Estrela da Morte para a Princesa Leia Organa a bordo da Tantive IV . Bria e seu esquadrão são todos mortos no ataque, mas os planos são transmitidos com sucesso.
Em Tatooine, Han tenta, sem sucesso, marcar um encontro pessoal com Jabba e é constantemente perseguido por caçadores de recompensas a serviço do senhor do crime. Enquanto busca um jogo de cartas para ganhar o dinheiro necessário para pagar Jabba, ele brevemente encontra Dash Rendar, um personagem destacado em Shadows of the Empire. Sua interação é interrompida pela notícia da morte de Bria, entregue por Boba Fett, que também alerta Han sobre a busca por ele por Greedo (que ele atirou na cantina de Mos Eisley em Uma Nova Esperança), e que pode estar planejando uma vingança. No dia seguinte, Han grava uma mensagem para o pai de Bria, comunicando a notícia.
Ele então segue para a Cantina de Chalmun, onde Chewbacca estaria fechando um novo trabalho para eles. Chewbacca na verdade acaba de se encontrar com Obi-Wan Kenobi para discutir o fretamento do Falcon para levar o jedi para Alderaan. O livro termina quando Han se senta em uma mesa onde Obi-Wan e Luke Skywalker estão esperando, marcando exatamente o mesmo momento de sua primeira aparição na tela em Uma Nova Esperança .

## Legado
O sacrífico de Bria e sua equipe para obter os planos da Estrela da Morte foi concebido como a "primeira vitória" dos rebeldes descrita no início de Uma Nova Esperança, mas foi posteriormente substituído pelos eventos do filme Rogue One de 2016.